# Zwangsjacke

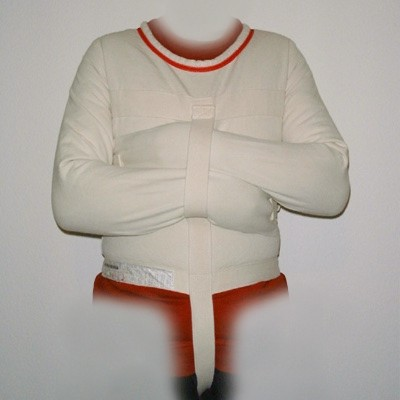
Vorderansicht einer Zwangsjacke aus Leinen der Firma Posey

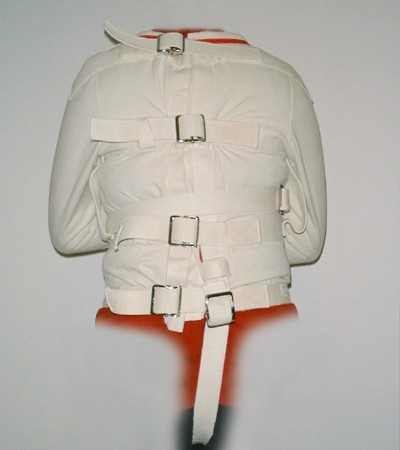
Rückseite derselben Zwangsjacke

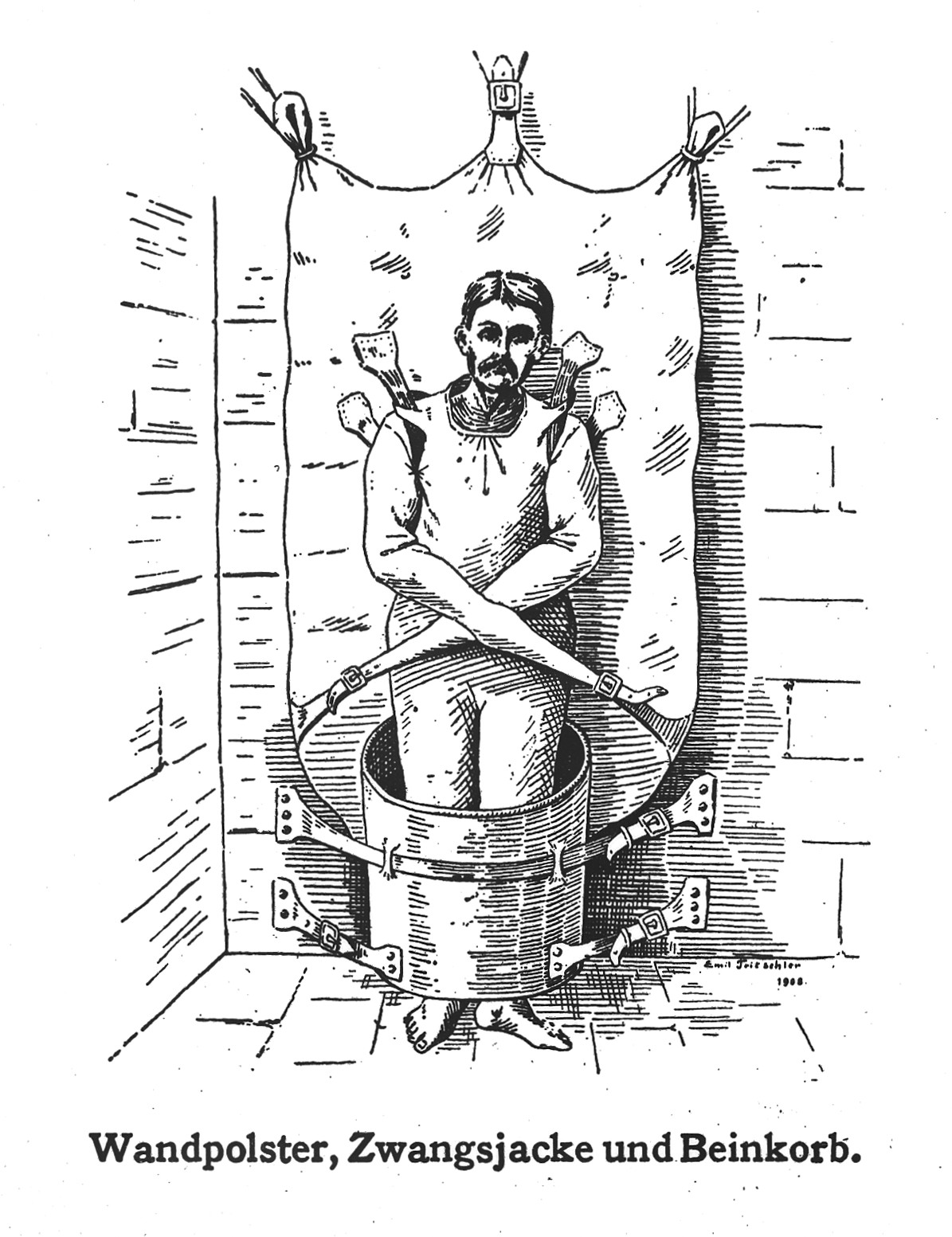
Historische Form der Zwangsjacke

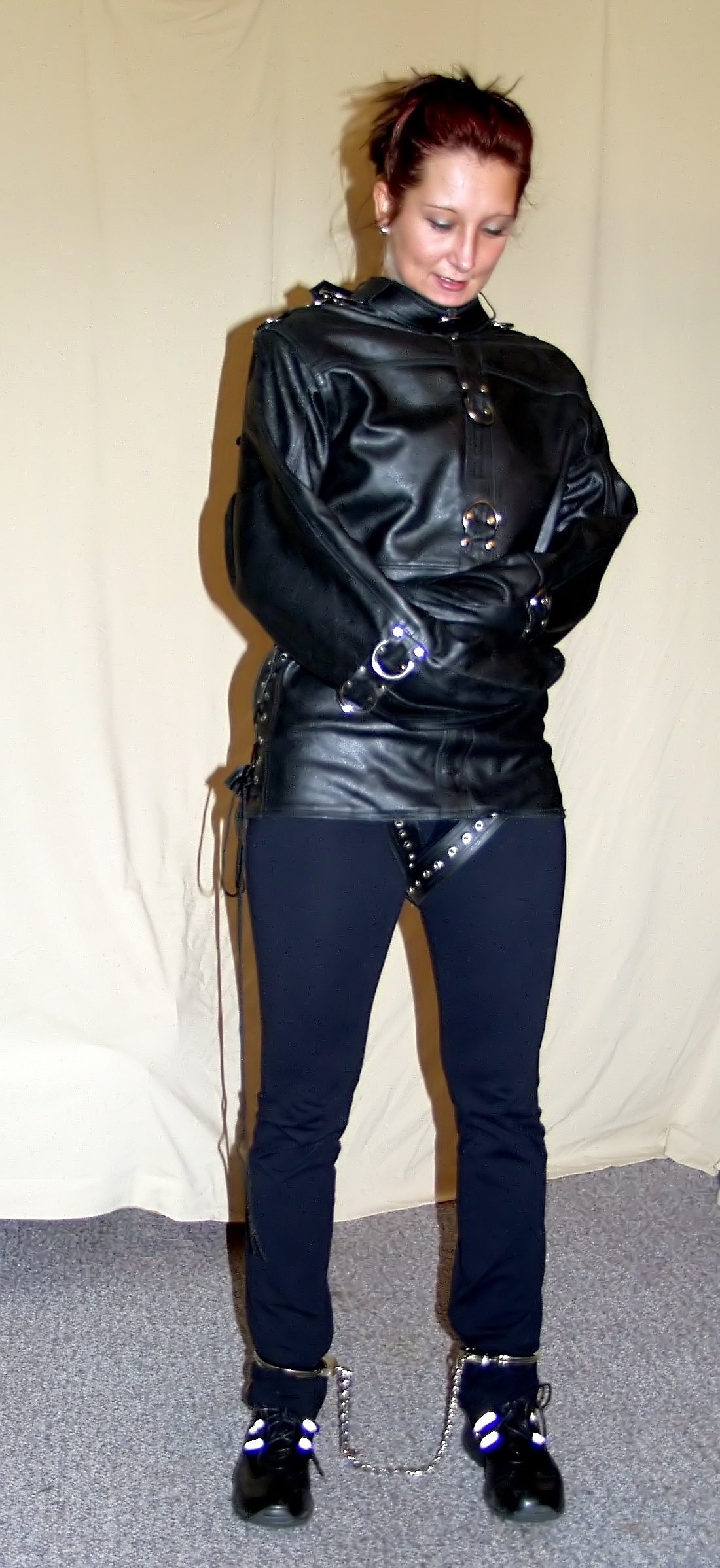
BDSM-typische Zwangsjacke aus Leder

Die Zwangsjacke ist eine Jacke zur Fesselung einer Person im medizinischen Gebrauch, also zur Fixierung eines Patienten.

## Entwicklung
1790 soll es im Irrenasyl von Bicêtre bereits Zwangsjacken gegeben haben, hergestellt von einem Polsterer namens Guilleret. Die heute bekannte Jacke stammt vom „Vater der amerikanischen Psychiatrie“, Benjamin Rush, im 19. Jahrhundert. Seit dieser Zeit wurde die Zwangsjacke in den sogenannten Irrenanstalten angewendet. Bei der Verwendung von Zwangsjacken kam es früher, wenn die Patienten nicht in einer Gummizelle verwahrt wurden, zu Kopfverletzungen, weil die Patienten ihre Köpfe gegen die Wand schlugen. Zwangsjacken wurden früher in der Psychiatrie eingesetzt, werden jedoch – zumindest in Deutschland – nicht mehr verwendet. In den 1960er und 1970er Jahren wurden diese Jacken in vielen psychiatrischen Einrichtungen auch euphemistisch als Schutzjacken bezeichnet.

## Verwendung
Die Zwangsjacke stellt eine Form der medizinischen Fixierung dar. Dabei werden die Arme der zu fixierenden Person in die Ärmel der Zwangsjacke gesteckt, die am Ende keine Öffnung aufweisen. Die Zwangsjacke wird dann zuerst auf dem Rücken verschlossen, indem zahlreiche Gurte geschlossen und festgezogen werden, die Zwangsjacke liegt dadurch eng am Oberkörper an. Danach werden die Arme vor dem Oberkörper verschränkt. Mittlerweile haben die meisten modernen Zwangsjacken eine Schlaufe an der Vorderseite angebracht, durch die die Ärmel gezogen werden. Zusätzlich gibt es auch Schlaufen an den Seiten der Jacke. Dies soll das Über-den-Kopf-Ziehen der Arme verhindern, damit sich die fixierte Person nicht befreien kann und damit sich die Person auch nicht selbst erwürgen  kann, wenn die Ärmel am Hals hängen bleiben würden. Am Ende der Ärmel befinden sich je ein Gurt und eine Schnalle, die auf den Rücken geführt und dort verbunden werden. Damit die fixierte Person die Zwangsjacke nicht über den Kopf ziehen kann, gibt es bei vielen Zwangsjacken einen weiteren Gurt, den sogenannten Schrittgurt, der zwischen den Beinen nach hinten hindurchgezogen und wie die anderen Gurte auf dem Rücken festgezogen wird. Die Bewegungsfreiheit der Beine wird durch die Zwangsjacke nicht beeinträchtigt, sie erhalten gegebenenfalls eine separate Fessel.
Die Fixierung mit der Zwangsjacke wirkt im Vergleich mit anderen Fesseln auf den ersten Moment relativ bequem. Um zu verhindern, dass sich die gefesselte Person selbst befreit, muss die Zwangsjacke gut anliegen. Dies wird dadurch erreicht, dass die Größe der Jacke zu der Person passt, die damit fixiert werden soll. Die Benutzung einer zu kleinen Jacke behindert die Atmung, was durchaus zu schweren physischen und psychischen Störungen führen kann, da sich die fixierte Person nicht selbst helfen kann.
Eine zu große Zwangsjacke wiederum würde es der fixierten Person erleichtern, die Arme freizubekommen. Auch hier liegen die Arme angewinkelt am Körper an, was auf die Dauer, durch die Lage und der fehlenden Möglichkeit, die Arme auszustrecken, sehr schmerzhaft werden kann. Hier trägt die Wahl der richtigen Größe ebenfalls entscheidend zum „Tragekomfort“ bei. Je nach dem verwendeten Material kann es in der Zwangsjacke sehr warm werden – die gefesselte Person beginnt auf die Dauer stark zu schwitzen.
Im medizinischen Bereich wird der Träger einer Zwangsjacke deshalb auch nicht ohne regelmäßige Kontrolle in dieser fixiert.

## Hersteller
Die einzigen verbliebenen Hersteller von Zwangsjacken im medizinischen Bereich sind die Firmen Humane Restraint und Posey, beide beheimatet in den USA. Posey hat die Produktion von Zwangsjacken (Model-Nummer 8118) im Jahr 2017 eingestellt, was wohl auf den immer weiter zurückgehenden Gebrauch der Zwangsjacke als Fixierungsmittel zurückzuführen ist.

## Zwangsjacken im Bereich BDSM
In der BDSM- und Bondage-Szene werden Zwangsjacken unter anderem zur Fixierung des Bottom verwendet. Diese sind oft vom Design (besonders viele Schnallen, enger Halsausschnitt) und Material her (Latex, Leder) für diese Zwecke angepasst und hergestellt.